# 硝酸コバルト(II)
硝酸コバルト(II)(Cobalt(II) nitrate)は、示性式が Co(NO3)2の無機化合物である。無水物、三水和物と六水和物が存在する。無水物はコバルト(II)イオンおよび硝酸イオンよりなるイオン結晶であり、六水和物はアクアコバルト(II)イオン（[Co(H2O)6]2+）を含み、共に水に易溶で潮解性をもつ。
水溶液からは55℃以下で六水和物、55℃以上では三水和物が析出する。
コバルトまたはコバルトの酸化物、水酸化物、炭酸塩は硝酸に反応し硝酸コバルト(II)を生成する。
無水物は薄い赤色の固体で、分解点は 100-105 ℃。六水和物は赤色の固体で 74 ℃ まで加熱すると緑色の酸化物に分解するため、無水物は水和物の脱水により合成することは不可能である。市販品として入手できる硝酸コバルトはほとんどがこの形である。
無水物は六水和物に五酸化二窒素を反応させるか、液体アンモニア中で硝酸銀と微粉末状のコバルトを反応させることにより合成される。
顔料であるコバルトブルー（CoAl2O4）の製造原料として用いられる。